# Traipu
Traipu es un municipio brasilero del Estado de Alagoas.
La palabra de origen tupí es una modificación de “ytira ypu”, que quiere decir “fuente de colina” o “ojo de agua del monte”. 

## Historia
Está asentada sobre una pequeña colina en los márgenes del São Francisco, distante 14 leguas de ciudad de Penedo, centro dinámicos de toda la región. Fue elevada a la categoría de villa con el nombre de Puerto de la Folha por intermédio de la Ley n°19 de abril de 1835, recibiendo el nombre actual, tanto la parroquia como el municipio, en 30 de abril de 1870.

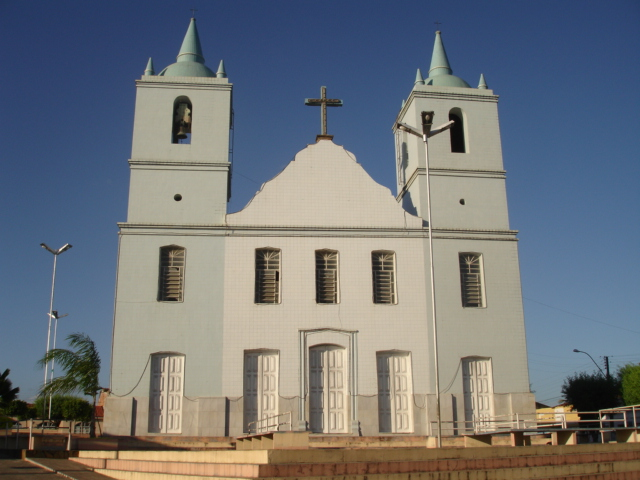
Iglesia de Nuestra Señora del Ó